# Альтер, Франц Карл
Франц Карл Альтер (нем. Franz Karl Alter; 27 января 1749, Энгельберг (кантон Обвальден, Швейцария) — 29 марта 1804, Вена) — австрийский лингвист, филолог, славист и библеист.

## Биография
Окончил гимназию в Оломоуце.
В 1766 году вступил в орден иезуитов. После упразднения ордена в 1773 году переехал в Вену, а оттуда в Прагу, где изучал греческий и еврейский языки в пражской коллегии св. Климента, работал учителем в школе.
Позже стал профессором на кафедре греческого языка Терезианской академии в Вене, с 1777 по 1779 учительствовал в гимназии св. Анны, с 1779 г. занимал должность хранителя венской университетской библиотеки.
Он также читал в университете курс лекции по дипломатии.

## Научная деятельность
Особое внимание в своей научной деятельности уделял восточнославянским языкам и эллинизму.
Издавал в переводе Илиаду (1789) и Одиссею (1794) Гомера, произведения Платона, Цицерона, Лукреция, Фукидида.
Альтер впервые опубликовал хронику последнего византийского историка Георгия Сфрандзи «Мемуары», которая охватывает период 1413—1477 гг.
Известен также критическим изданием греческого Нового Завета (Вена, 1786—1787), в основе которого лежала единственная рукопись из Венской имперской библиотеки. Отдельным приложением вышли разночтения из 20 греческих, 2 латинских, 4 славянских рукописей (первая публикация данных из славянских рукописей) и коптского (бохайрского) перевода.

## Избранная библиография
- Novum Testamentum ad codicem Vindobonensem graece expressum: varietatem lectionis addidit F. C. Alter (1786) [1].
- Cicero, de finibus bonorum et malorum et de fato (Wien 1786).
- Ueber Georgianische Litteratur (Wien 1798) [2].
- Philologisch-kritische Miscellaneen (Wien 1799) [3].
- Beitrag zur praktischen Diplomatik für Slaven (Wien 1801).
- Beitrag zur Diplomatik (1801)